# Balaton (Ort)
Balaton ist eine ungarische Gemeinde im Kreis Bélapátfalva im Komitat Heves.

## Geografie
Balaton liegt im nördlichen Teil des Komitates Heves, 22 Kilometer nordwestlich des Komitatssitzes Eger und 6 Kilometer nordwestlich der Kreisstadt Bélapátfalva. Auf dem Gemeindegebiet befindet sich die Quelle des Flusses Eger, die höchste Erhebung ist der 422 Meter hohe Berg Magas-hegy. Nachbargemeinden sind Bükkszentmárton und Borsodnádasd.

## Geschichte
1552 wurde der Ort von den Türken verwüstet. Der Wiederaufbau begann recht bald. Ab dem Jahre 1596 gehörte Balaton zum türkisch besetzten Teil Ungarns. Die Steuern flossen an die türkische Verwaltung in Ofen, später in Hatvan.
Im Jahr 1913 gab es in der damaligen Kleingemeinde 180 Häuser und 1003 Einwohner auf einer Fläche von 2294 Katastraljochen. Sie gehörte zu dieser Zeit bis 1945 zum Bezirk Ózd im Komitat Borsod.

## Sehenswürdigkeiten
- Pietà
- Römisch-katholische Kirche Szent Márton erbaut 1775 im spätbarocken Stil und 1970 restauriert.
- Glocke der Kirche aus dem Jahre 1272 mit der Aufschrift Rex gloriae veni cum pace und einem Gewicht von 300 kg.[3]

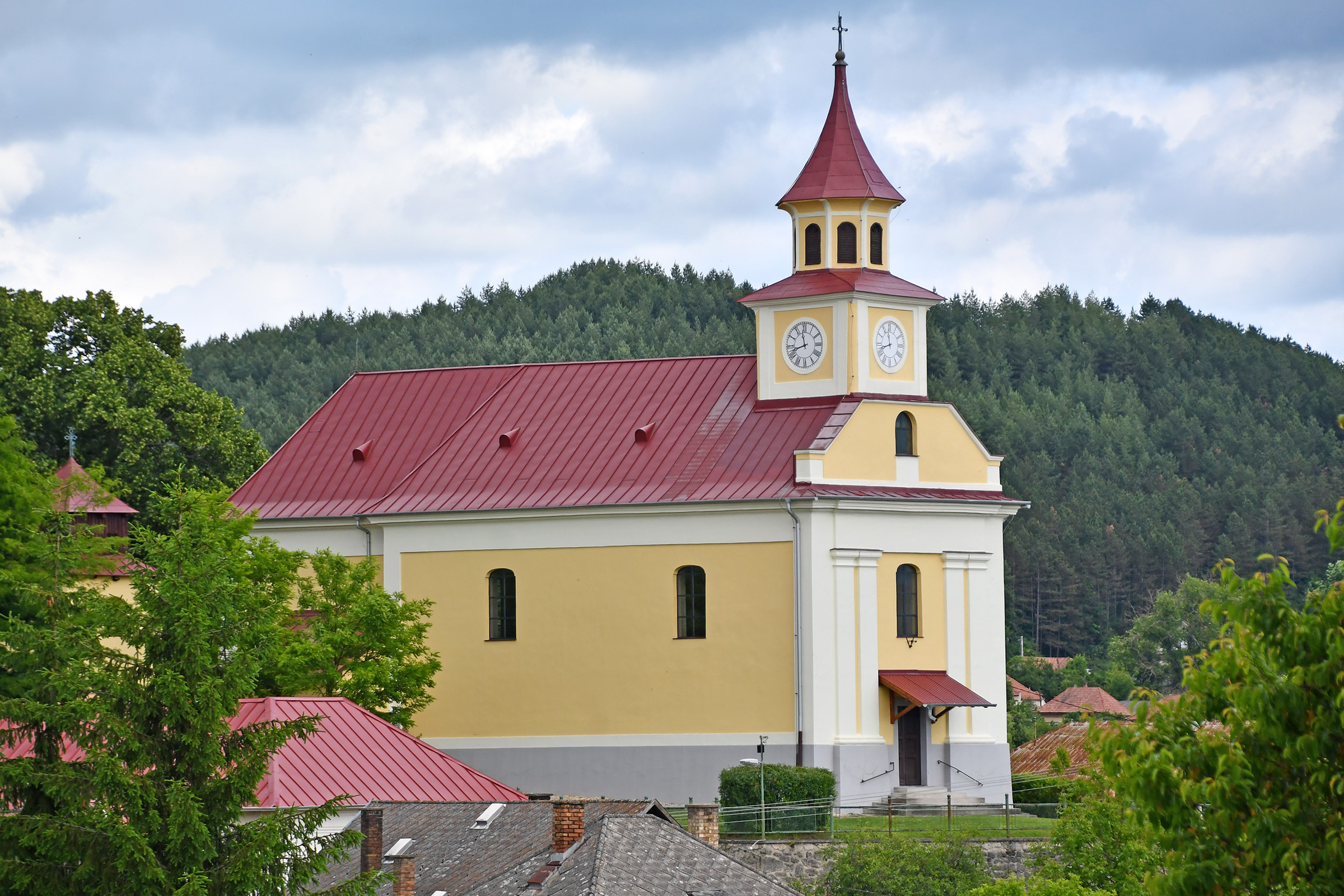
Römisch-katholische Kirche Szent Márton
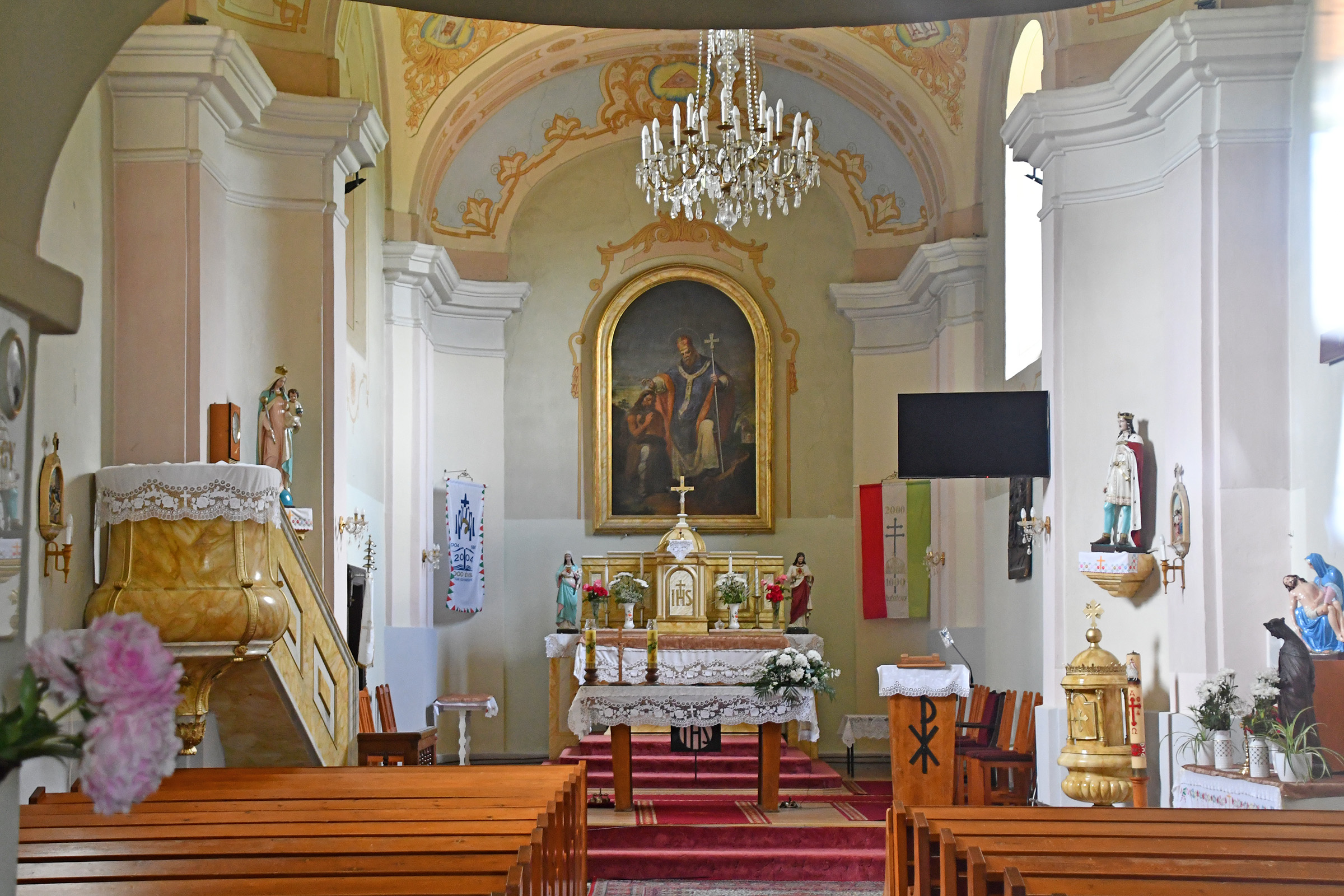
Innenraum der Kirche
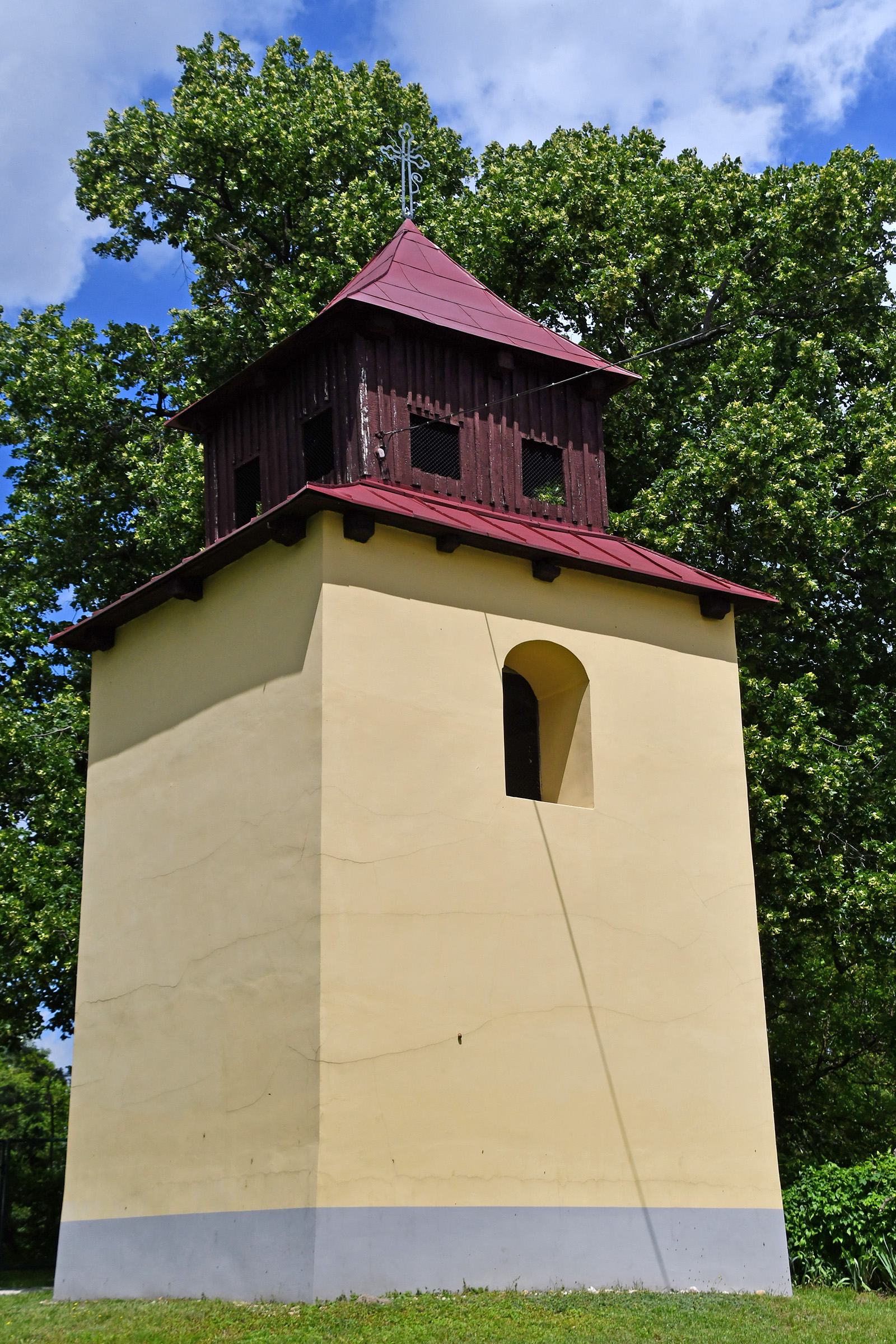
Glockenturm
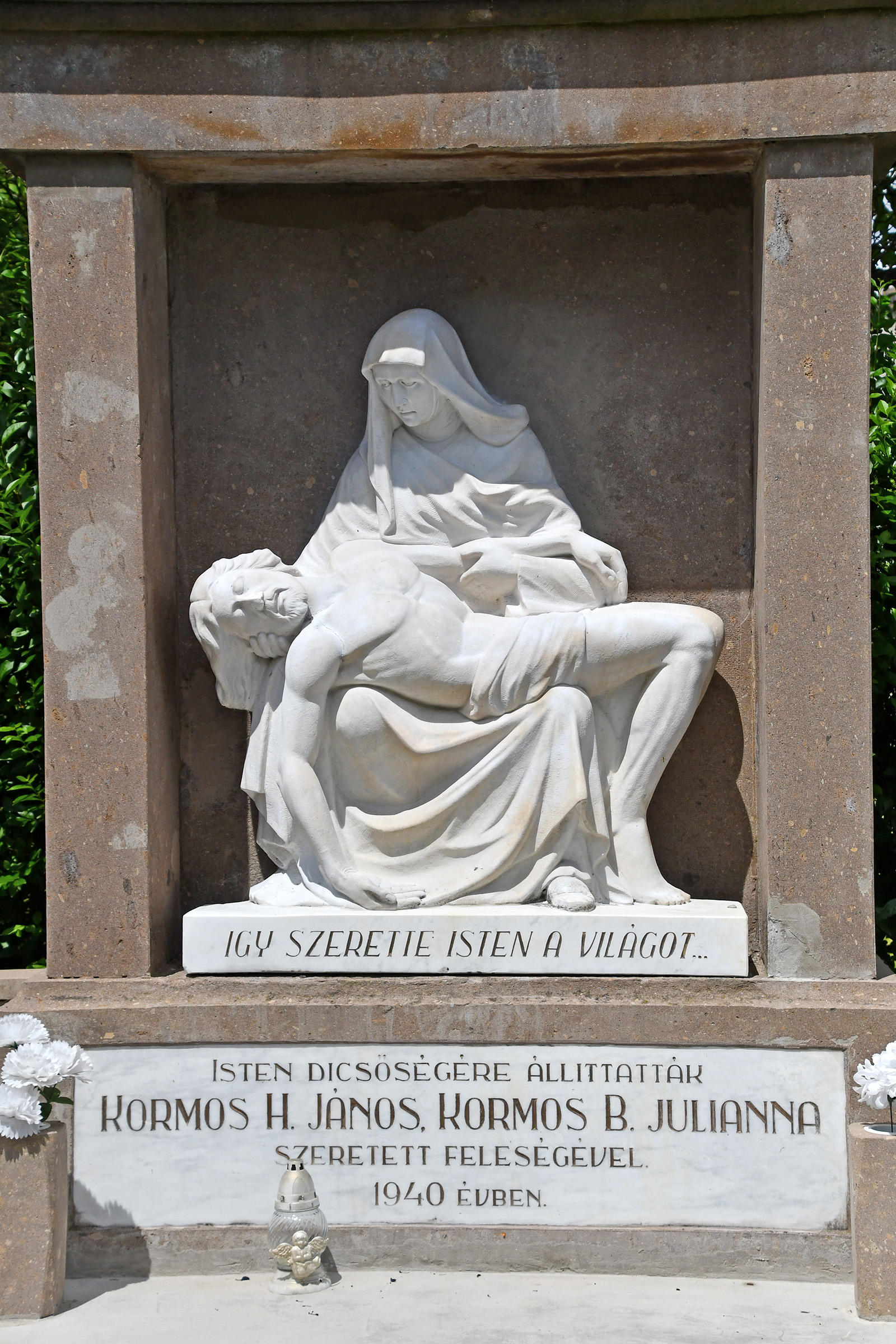
Pietà

## Verkehr
Durch Balaton verläuft die Landstraße Nr. 2507. Es bestehen Busverbindungen über Bükkszentmárton nach Bélapátfalva, wo sich der nächstgelegene Bahnhof befindet, der an der Bahnlinie Eger–Putnok liegt.